# Мейлинк, Боаз
Боаз Мейлинк (нидерл. Boaz Meylink, род. 22 марта 1984) — голландский спортсмен, гребец, призёр чемпионата Европы и мира по академической гребле, а также Летних Олимпийских игр 2016 года.

## Биография
Боаз Мейлинк родился 22 марта 1984 года в городе Девентер. Профессиональную карьеру гребца начал с 2005 года. Первые соревнования международного уровня, на которых Мейлинк принял участие был — I этап кубка мира по академической гребле 2009 года в Баньоласе (WORLD ROWING CUP I 2009). В составе восьмерки, с результатом 06:07.960 он занял 4 место, уступив в борьбе за третье место британской команде (06:05.020).
Первое чемпионское золото Мейлинк выиграл на чемпионате Европы по академической гребле 2013 года, что проходил в Севилье. С результатом 6:21.79 в заплыве четверок, голландские гребцы заняли первое место, обогнав соперников из Румынии (6:23.83 — 2е место) и Германии (6:24.94 — 3е место).
Следующее золото было добыто в 2013 году на чемпионате мира по академической гребле в Чхунджу. Первое место с результатом 6:13.95 заняла голландская четверка (Боаз Мейлинк, Кай Хендрикс, Роберт Люккен и Мехиель Верслёйс). Второе и третье досталось Австралии (6:14.58) и США (6:15.46). Через два года, на чемпионате мира по академической гребле 2015 года, который проходил во французском городе Эгбелет-ле-Лак, Мейлинк занял третье место в составе восьмёрки.
Во время Летних Олимпийских играх 2016 в Рио-де-Жанейро, Мейлинк заработал бронзу в составе восьмёрки. Голландские гребцы с результатом 05:31.590 уступили первенство командам из Великобритании (05:29.630) и Германии (05:30.960).